# Иванов, Даниил Валерьевич
Дании́л Вале́рьевич Ивано́в (род. 23 сентября 1986, Каменск-Уральский, Свердловская область, СССР) — российский гонщик, выступающий в спидвее и мотогонках на льду. Мастер спорта России международного класса. Четырёхкратный чемпион мира по мотогонкам на льду в личном зачёте и девятикратный — в командном.  Восьмикратный чемпион России по спидвею в командном зачёте.

## Семья
Отец — Валерий Леонидович Иванов, до 2021 года был тренером Мега-Лады по мотогонкам на льду и сборной России по мотогонкам на льду.
Старший брат — Иван Валерьевич Иванов, также ледовый мотогонщик, защищавщий цвета Юности и Мега-Лады, дважды бронзовый призёр Личного чемпионата мира.
Женат, есть дочка Александра.
Выступавший на протяжении долгого времени в «Мега-Ладе» одновременно с Даниилом Роман Иванов и 3 ледовых мотогонщика братья Ивановы из Красноярска — однофамильцы, не родственники.

## Начало карьеры
Под влиянием отца и старшего брата с детства занимался спортом, с 7 до 15 лет — мотокроссом (стал чемпионом России по мотокроссу (зона Б) 2001 года в классе 80 куб.см), в 15 лет начал одновременно заниматься гаревым спидвеем и мотогонками на льду.

## Спидвей
В 2002 году в составе команды из Каменск-Уральского дебютировал во всероссийских соревнованиях среди юношей, став 4-м как в личном, так и в командном зачётах.
С 2003 года и по настоящее время беспрерывно в Мега-Ладе. Первой гонкой Даниила стала домашняя встреча Мега-Лады со Спидвей-Центром из Даугавпилса. В 10 заезде матча 16-летний Даниил дебютировал в КЧР, придя к финишу третьим (заезд: Кокин, Бондаренко, Д.Иванов, А.Иванов). Всего за ту гонку Даниил набрал 1 очко и 1 бонус в 2 заездах. Встреча закончилась со счётом 59:31 в пользу хозяев.
Со временем вместе с Романом Ивановым и Эмилем Сайфутдиновым становится одним из ключевых тольяттинских юниоров. В сезоне 2006, когда Эмиль отказывается от выступлений за Мега-Ладу, а Роман Иванов переходит во взрослый разряд, на плечи Даниила падает основная тяжесть зарабатывания юниорских очков. Ситуация усугублялась отсутствием в команде покинувших её лидеров (Сергей Даркин, Роман Поважный), однако Мега-Лада добилась чемпионства, а сам Даниил смог подняться на ступени пьедестала Личного чемпионата России-2006, заняв 3 место.
Даниил Иванов не покинул Тольятти и в финансово проблемный 2009 год, и в последующие сезоны восстановления спортивной мощи Мега-Лады (2010, 2011, 2012), являясь одним из сильнейших взрослых гонщиков Тольятти. В 2011 году завоевал серебряную медаль ЛЧР. В 2013 и 2014 гг. снова стал чемпионом страны с "Мега-Ладой".
Несмотря на то, что участие Даниила в польских спидвейных лигах планировалось уже в 2006 году (так, выступлению гонщика за «Украину» помешали проблемы на границе), фактически оно началось в 2007 году — в составе «Унии Тарнув» в Экстралиге (2007—2008). После этого Даниил принял участие в 1 гонке за «Локомотив» (2009, I ПЛ), в 2010 выступал за Ванду Краков (2ПЛ), в 2011 — за Полонию из Пилы (2ПЛ; предварительная договорённость была достигнута с «Мишкольцем», однако клуб был снят с соревнований).
В 2012 вернулся в Экстралигу, выступая за команду «Полония Быдгощ» вместе с другими россиянами — Артёмом Лагутой и Эмилем Сайфутдиновым.
В 2011 году — в шведской Allsvenskan-лиге (2 дивизион шведского чемпионата), в 2012 — в Элитсерии (1 дивизион).

### Среднезаездный результат
| Год          | 2003            | 2004            | 2005            | 2006            | 2007            | 2008            | 2009            | 2010              | 2011            | 2012            | 2013            | 2014            | 2015            |
| ------------ | --------------- | --------------- | --------------- | --------------- | --------------- | --------------- | --------------- | ----------------- | --------------- | --------------- | --------------- | --------------- | --------------- |
| Флаг России  | 0,800 Мега-Лада | 1,444 Мега-Лада | 2,102 Мега-Лада | 2,031 Мега-Лада | 2,106 Мега-Лада | 1,346 Мега-Лада | 2,125 Мега-Лада | 1,855 Мега-Лада   | 2,044 Мега-Лада | 1,583 Мега-Лада | 1,818 Мега-Лада | 1,733 Мега-Лада | 1,000 Мега-Лада |
| (E)          | -               | -               | -               | -               | 0,818 Уния      | 0,875 Уния      | -               | -                 | -               | 0,250 Полония Б | -               | -               | -               |
| (I)          | -               | -               | -               | -               | -               | -               | 0,333 Локомотив | -                 | -               | -               | -               | -               | -               |
| (II)         | -               | -               | -               | -               | -               | -               | -               | 1,739 Ванда       | 1,978 Полония П | -               | -               | -               | -               |
| Флаг Украины | -               | -               | -               | -               | -               | -               | 2,263 СКА       | 1,333 СКА-Фаворит | -               | -               | -               | -               | -               |
| (ES)         | -               | -               | -               | -               | -               | -               | -               | -                 | -               | 1,200 Варгарна  | -               | -               | -               |
| (A)          | -               | -               | -               | -               | -               | -               | -               | -                 | 2,000 Авантиа   | -               | -               | -               | -               |

| - Чемпионат России по спидвею среди юношей в командном зачёте — 1 место (2003) в личном зачёте — 2 место (2003) - Чемпионат России по спидвею среди юниоров: в личном зачёте — 1 место (2007), 2 место (2006) в командном зачёте — 3 место (2003), 2 место (2004, 2007), 1 место (2005) в парном зачёте — 2 место (2006) - Чемпионат России по спидвею в личном зачёте — 2 место (2011), 3 место (2006) в командном зачёте — 1 место (2003, 2004, 2005, 2006, 2007, 2008, 2013, 2014), 2 место (2012), 3 место (2009, 2010, 2011, 2015) в парном зачёте — 3 место (2007, 2008, 2009, 2010, 2014) | Достижения на международных соревнованиях Юниорские соревнования ЛЧЕЮ — 9 место в полуфинале (2005) КЧЕЮ — не участвовал ЛЧМЮ — 7 место (2007) КЧМЮ — 3 место в полуфинале (2005, 2006) Взрослые соревнования ЛЧЕ — 8 место (2008), 9 место (2009), 4 место в полуфинале, отказ от участия в финале (2010) 1 , 26 место (2013, участвовал в 1 из 4 этапов в качестве резерва трека) ПЧЕ — 5 место (2006) КЕЧ — 3 место (2007 — «Мега-Лада») , 1 место (2008 — «Мега-Лада») , 3 место в полуфинале (2009 — «СКА Львов»), 2 место (2011 — "Шахтёр") КЧМ — 6 место (2007, 2008) ЛЧМ — не участвовал Гран-При Челлендж 2011 — 13 место в полуфинале 1 Первоначально Даниил Иванов участвовал в финале, набрав 2 очка в 1 заезде, однако гонка была прекращена из-за погодных условий. В повторной гонке Даниил не участвовал. |  |

## Мотогонки на льду
С 2002 года занимается мотогонками на льду. В КЧР с 2004 по 2007 в Высшей лиге в составе «Юности» из Каменск-Уральского (2004 — 4 место, 2005 — 2 место, 2006 — 1 место по версии НРМФ, 2007 — 2 место). В 2008 году вместе с братом Иваном и братьями Хомицевичами перешёл в новообразованную ледовую «Мега-Ладу» (Тольятти), выиграв в том же году чемпионат Первой лиги (второй по статусу дивизион) и перебравшись в Суперлигу. В составе Мега-Лады стал вице-чемпионом России в 2009 году и чемпионом в 2010, 2011, 2012, 2013 гг.
В 2011 году предполагалось участие Даниила Иванова в шведской ледовой Элитсерии в составе клуба Стромсунд, состоявшееся, однако, лишь в 2013 году. В сезоне-2013 "Стромсунд" с Даниилом Ивановым в составе стал чемпионом Швеции.
В 2012 году впервые выиграл Личный чемпионат России.
Начиная с 2005 года, участвует в розыгрышах личного чемпионата мира по спидвею на льду (сезон 2006 Даниил был вынужден пропустить, так как поддерживал НРМФ, а распределением спортсменов на международные соревнования занималась МФР).
Особенно драматичным вышел сезон 2008 года. После всех 6 этапов Даниил Иванов и австриец Франц Цорн имели одинаковое количество очков, и только дополнительный заезд решил судьбу бронзы — лидировавший Иванов упал на 3 круге, «подарив» медаль Цорну.
Стал чемпионом мира в личном зачёте в 2013 г.
В 2014 г. за один сезон выиграл личный чемпионат России, а также личный и командный чемпионаты мира. В 2015 уступил титул чемпиона мира в личном зачёте Дмитрию Колтакову, заняв 2 место, однако в 6 раз стал чемпионом мира со сборной России. В 2016 г. остался третьим в ЛЧМ. В 2018 снова завоевал серебро ЛЧМ и золото КЧМ. В 2019-2020 гг. побеждал в личном и командном чемпионатах мира.

### Мировая серия Гран-При
| Сезон | 1              | 2              | 3               | 4               | 5           | 6           | 7          | 8          | 9           | 10          | Место | Очки  |
| ----- | -------------- | -------------- | --------------- | --------------- | ----------- | ----------- | ---------- | ---------- | ----------- | ----------- | ----- | ----- |
| 2005  | Саранск 11     | Саранск 11     | Ассен 13        | Ассен 11        | Берлин 11   | Берлин 11   |            |            |             |             | 6     | 68    |
| 2007  | Уфа 13         | Уфа 13         | Ассен 13        | Ассен 12        | Берлин 12   | Берлин 13   |            |            |             |             | 6     | 76    |
| 2008  | Саранск 18     | Саранск 16     | Ассен 14        | Ассен 20        | Берлин 18   | Берлин 18   |            |            |             |             | 4     | 104+П |
| 2009  | Красногорск 18 | Красногорск 18 | Уфа 18          | Уфа 20          | Берлин 14   | Берлин 20   | Ассен 18   | Ассен 18   |             |             | 2     | 144   |
| 2010  | Тольятти 20    | Тольятти 20    | Саранск 25      | Саранск 18      | Инсбрук 18  | Ассен 20    | Ассен 20   | Берлин 18  | Берлин 25   |             | 2     | 184   |
| 2011  | Красногорск 16 | Красногорск 18 | Тольятти 25     | Тольятти 16     | Ассен 18    | Ассен 25    | Инцель 18  | Инцель 16  |             |             | 3     | 152   |
| 2012  | Красногорск 21 | Красногорск 20 | Уфа 14          | Уфа 17          | Ассен 15    | Ассен 20    | Уппсала 15 | Уппсала 14 |             |             | 2     | 136   |
| 2013  | Красногорск 21 | Красногорск 19 | Тольятти 21     | Тольятти 20     | Ассен 17    | Ассен 20    | Инцелль 21 | Инцель 19  | Уппсала 20  | Уппсала 21  | 1     | 199   |
| 2014  | Красногорск 20 | Красногорск 16 | Благовещенск 19 | Благовещенск 17 | Ассен 20    | Ассен 20    | Инцелль 18 | Инцель 21  |             |             | 1     | 151   |
| 2015  | Красногорск 11 | Красногорск 11 | Тольятти 19     | Тольятти 12     | Алма-Ата 14 | Алма-Ата 15 | Ассен 17   | Ассен 19   | Инцелль 19  | Инцелль 16  | 2     | 153   |
| 2016  | Красногорск 12 | Красногорск 13 | Алма-Ата 19     | Алма-Ата 21     | Берлин 18   | Берлин 16   | Ассен 17   | Ассен 17   | Инцелль 15  | Инцелль 17  | 3     | 165   |
| 2017  | Тольятти 17    | Тольятти 13    | Шадринск 12     | Шадринск 14     | Алма-Ата 0  | Алма-Ата -  | Берлин 12  | Берлин 11  | Херенвен 11 | Херенвен 16 | 5     | 106   |
| 2018  | Астана 14      | Астана 16      | Тольятти 17     | Тольятти 17     | Берлин 16   | Берлин 17   | Инцелль 19 | Инцелль 14 | Херенвен 18 | Херенвен 19 | 2     | 167   |
| 2019  | Алма-Ата 19    | Алма-Ата 19    | Шадринск 17     | Шадринск 9      | Берлин 13   | Берлин 20   | Инцелль 19 | Инцелль 16 | Херенвен 21 | Херенвен 19 | 1     | 172   |
| 2020  | Алма-Ата 20    | Алма-Ата 20    | Тольятти 20     | Тольятти 18     | Шадринск 12 | Шадринск 14 |            |            |             |             | 1     | 104   |

| По версии МФР: - Чемпионат России по мотогонкам на льду среди юниоров: в командном зачёте — 2 место (2008) - Чемпионат России по мотогонкам на льду: в личном зачёте — 2 место (2009, 2013, 2015, 2018), 3 место (2011, 2020), 1 место (2012, 2014, 2019) в командном зачёте — 2 место (2005, 2007, 2009, 2014, 2015, 2017, 2018, 2020), 1 место (2010, 2011, 2012, 2013, 2016, 2019) - Кубок России — 1 место (2004) По версии НРМФ: Личный чемпионат России по спидвею на льду среди юниоров — 2 место (2006) Командный чемпионат России по спидвею на льду — 1 место (2006) | ЛЧМ —1 место (2013, 2014, 2019, 2020), 2 место (2009, 2010, 2012, 2015, 2018), 3 место (2011, 2016), 6 место (2005, 2007), 4 место (2008), 5 место (2017) КЧМ — 1 место (2009, 2011, 2012, 2013, 2014, 2015, 2018, 2019, 2020) Санок Кап — 1 место (2010), 3 место (2011), 3 место (2012) (Санок) Открытый чемпионат Амурской области — 2 место (2010) (Благовещенск) Мемориал В.Пазникова — 2 место (2010) (Новосибирск) Международный турнир в Вастеросе — 1 место (2011) (Вестерос) Мемориал А.Гладышева — 1 место (2006) (Ангарск) Чемпионат Эрика Стенлунда — 1 место (2011) (Уппсала) Мемориал Г. Кадырова — 3 место (2012), 2 место (2015) (Уфа) Champions' Cup — 1 место (2013) (Санкт-Йохан) Чемпион Швеции в составе клуба Stromsund MC - 2013, 2015 Кубок губернатора Самарской области — 2 место (2014) (Тольятти) Кубок Ролофа Тайса — 2 место (2004) (Ассен) |  |